# Pèrgam

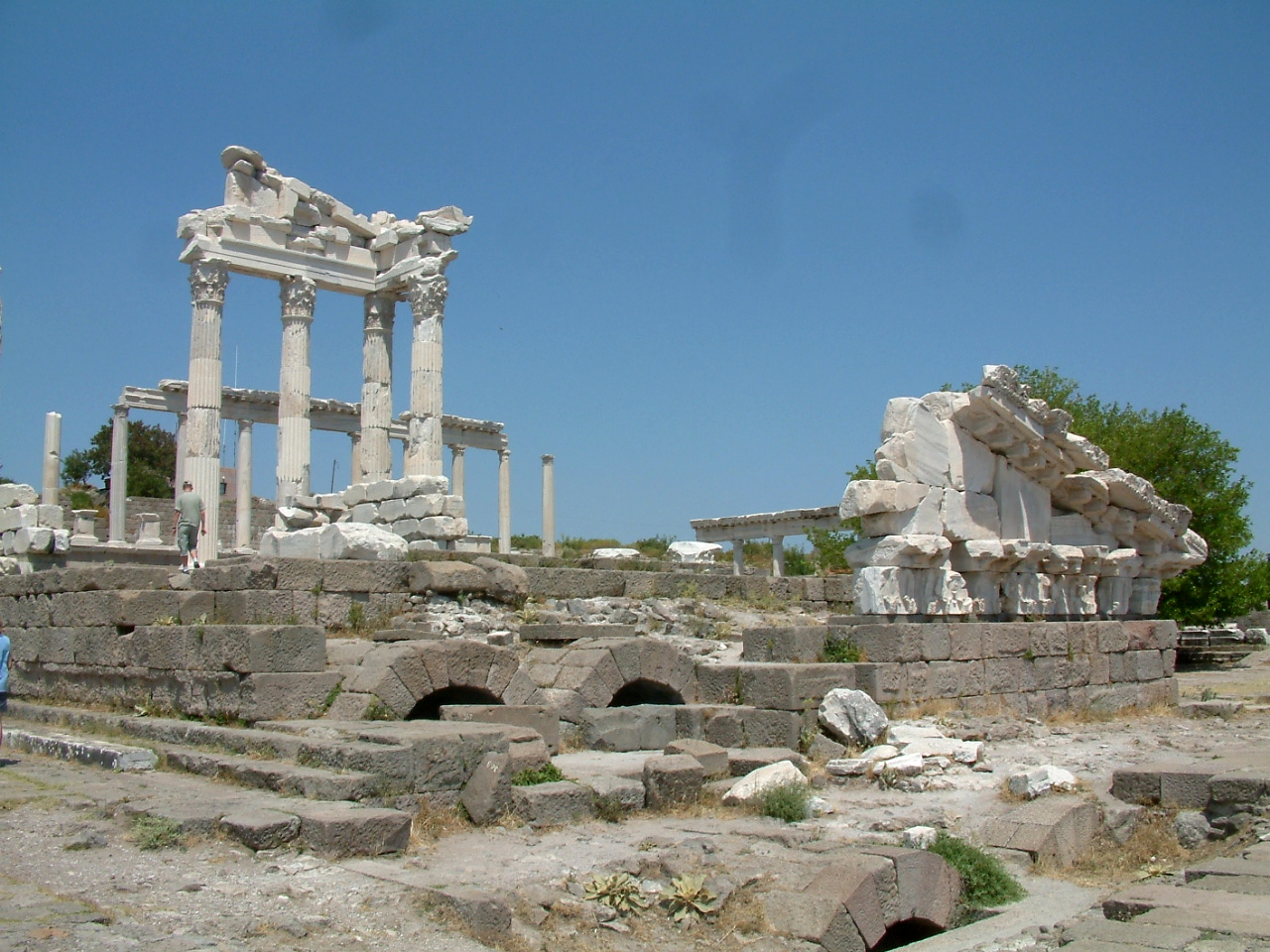
Temple de Trajà a Pèrgam

Pèrgam (en llatí: Pergamum o Pergamus; en grec antic: Πέργαμον) fou una antiga ciutat de Mísia al districte de Teuthrània, al nord del riu Caic (Caicus), prop del lloc on rebia els rius Selí (Selinus, que passava per la ciutat) i Celti (Celtius). Es comunicava amb la mar a través del riu Caicus, que era navegable. Fou la capital del regne del mateix nom. La seva important biblioteca fou coneguda per tota la Mediterrània. Modernament hi ha una ciutat i districte amb el nom Bergama, que pertany a la província d'Esmirna, a Turquia.

## Orígens
Xenofont és el primer que l'esmenta i diu que era una fortalesa molt ben situada per a la seva defensa. Els seus habitants suposaven ser descendents dels arcadis emigrats a l'Àsia Menor guiats per l'heràclida Tèlef. El nom de Pèrgamos corresponia a un fill de Pirros i d'Andròmaca o, segons altres versions, fill d'Andròmaca i Neoptòlem. Fou la capital del Regne de Teuthrània.
Va pertànyer a Pèrsia i després a Macedònia, i a la mort d'Alexandre el Gran va passar aviat a Lisímac de Tràcia, que la va triar per dipòsit dels seus tresors valorats en 9.000 talents, i confià el govern a Filèter, un eunuc amic seu que el 283 aC es va revoltar i es va fer independent, i originà el Regne de Pèrgam. Ja en aquesta època la ciutat era coneguda per la seva important biblioteca.

## Època romana
Els descendents de Filèter van originar la dinastia dels Atàlides, que van ser amics dels romans. El darrer rei, Àtal III, va deixar per testament el regne al senat i al poble de Roma (133 aC). El seu fill natural, Èumenes III, es va revoltar i va reclamar el tron, però fou derrotat (130 aC) i fet presoner. El regne va esdevenir part de la província romana d'Àsia.
Sota domini romà, després d'un breu declivi, Pèrgam fou una ciutat important i rica, va créixer de les 2 hectàrees fins a ocupar 90 ha. Plini el Vell l'esmenta com a "longe clarissimum Asiae Pergamum". Fou capital d'un dels districtes de la província. L'emperador Adrià va ser el promotor de diversos edificis públics: un fòrum, un teatre, un amfiteatre.
Al segle iii va patir un terratrèmol (any 262) i atacs dels gots.

## Edat mitjana
En el període cristià, fou seu d'un bisbat sufragani d'Efes. Va entrar en decadència en el període romà d'Orient, però la ciutat no va desaparèixer i va canviar el seu nom pel de Bergama. Al segle vii, s'hi van establir armenis que fugien de les expedicions musulmanes. L'emperador Filípic (711-713) era d'origen armeni i natural de Bergama. La ciutat fou saquejada per Màslama ibn Abd-al-Màlik el 716, però després del 718, quan els àrabs van renunciar a conquerir Constantinoble, fou fortificada i inclosa al tema dels Tracesis (Thrakesion). Amb Lleó VI el Filòsof (886-912), fou inclosa al tema de Samos. Va patir incursions turques al segle xi, especialment després de la batalla de Mantziciert (1071), però va romandre un centre de comerç ben defensat per les fortificacions. En el regnat d'Isaac II Àngel (1185-1195), fou erigida en arquebisbat.
Després de la caiguda de Constantinoble en mans dels llatins (1204), va pertànyer a Nicea. Vers el 1300, va caure en mans dels turcmans de Karasi i, amb aquest emirat, va passar als otomans, i més tard fou un kada (districte) del sandjak d'Esmirna i wilayat d'Aydın. El soldà Murat III va prendre de Bergama dues banyeres d'alabastre per al seu palau d'Istanbul.

## Època moderna
Els grecs la van ocupar el 1919 i fins al 1923. Llavors es va produir l'intercanvi de poblacions entre Grècia i Turquia. La població de Bergama s'estimava el 1950 en 16.500 habitants, tots turcs.
Es conserven nombroses ruïnes, especialment les muralles. Destaquen, entre els molts edificis: 
- La Biblioteca, que va ser famosa, la segona en importància després de la gran biblioteca d'Alexandria. Va arribar a tenir fins a 200.000 exemplars. Està reconstruïda pels alemanys.

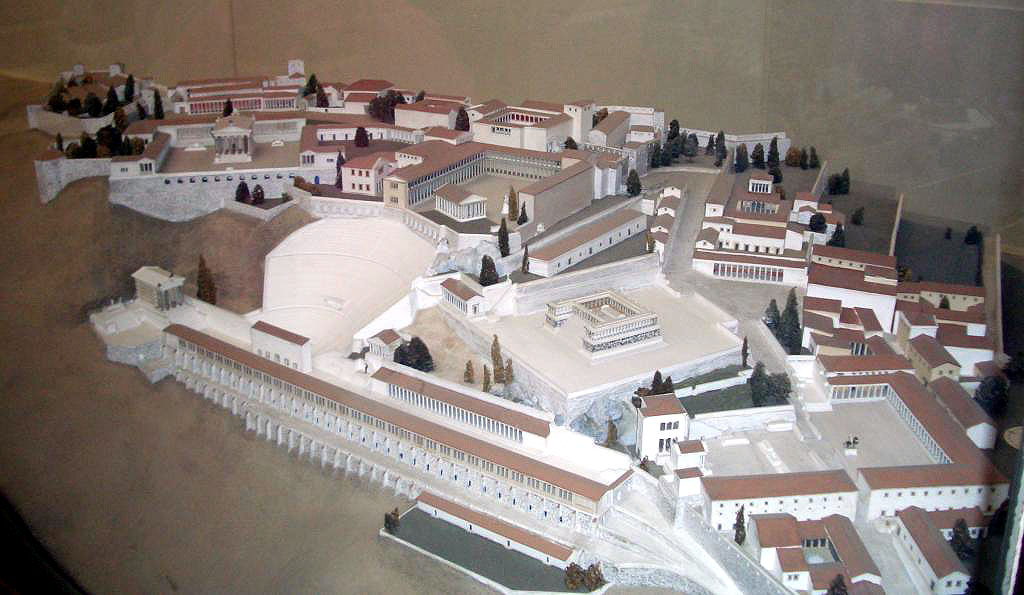
Maqueta de Pèrgam, Staatliche Museen de Berlín

- El Teatre, amb capacitat per 10.000 espectadors. Té 69 esglaons que s'estenen al llarg d'una inclinació amb una altura de 38 m. La part baixa dona a una gran terrassa que fou en temps llunyans un lloc per passejar.
- El gran altar de l'acròpoli es va traslladar al Museu de Berlín però en resta el fris amb la imatge de Tèlef, el llegendari fundador. Es trobava localitzat originalment al sud del teatre. Aquest altar, amb una superfície aproximada de 36 x 34 metres, va ser erigit per Èumenes II, i es caracteritza per les seves enormes escalinates, sòlides columnes i un fris que representa la lluita entre els gegants i els déus de la mitologia grega. Després de vuit anys d'excavacions (1878-1886), un terç d'aquest altar va ser enviat pel sultà a Berlín, Alemanya, i posteriorment reconstruït en el que més tard es convertiria en el Museu de Pèrgam. El gest va ser un reconeixement als grans treballs d'excavació duts a terme per arqueòlegs alemanys.
- Un temple dedicat a Asclepi als afores de la ciutat, on va treballar el famós Galè.[14] Les ruïnes de l'Asclepeion es troben a 3,5 km de la ciutat, cap a l'oest. Aquest edifici, consagrat al déu de la medicina, va ser fundat pel poeta Àrquies, en agraïment a les cures que havia rebut a Epidaure (Grècia). En aquest lloc es reunien els erudits en medicina. Va ser també escola de metges. Galè va contribuir en gran manera a l'engrandiment d'aquest temple. Galè havia nascut l'any 131 molt prop d'aquest lloc; va estudiar a Alexandria i va ser metge de gladiadors i més tard de l'emperador romà Marc Aureli Antoní, l'any 162. Estava decorat amb un baix relleu amb les serps que simbolitzen Asclepi. A prop s'hi trobava el temple al déu de la medicina Telèsfor, fill d'Asclepi, el mateix que Panacea i Higiea.
- Un temple dedicat a Isis i Serapis. Sant Antipes, el primer bisbe de Pèrgam, ordenat per Joan l'Apòstol, es diu que va morir en aquest temple, víctima d'una multitud d'adoradors de Serapis, que el van cremar dins l'estàtua d'un bou de bronze.[15]
- El palau reial.
- El pritaneu.
- El gimnàs i un estadi.
- L'amfiteatre.

## Galeria d'imatges

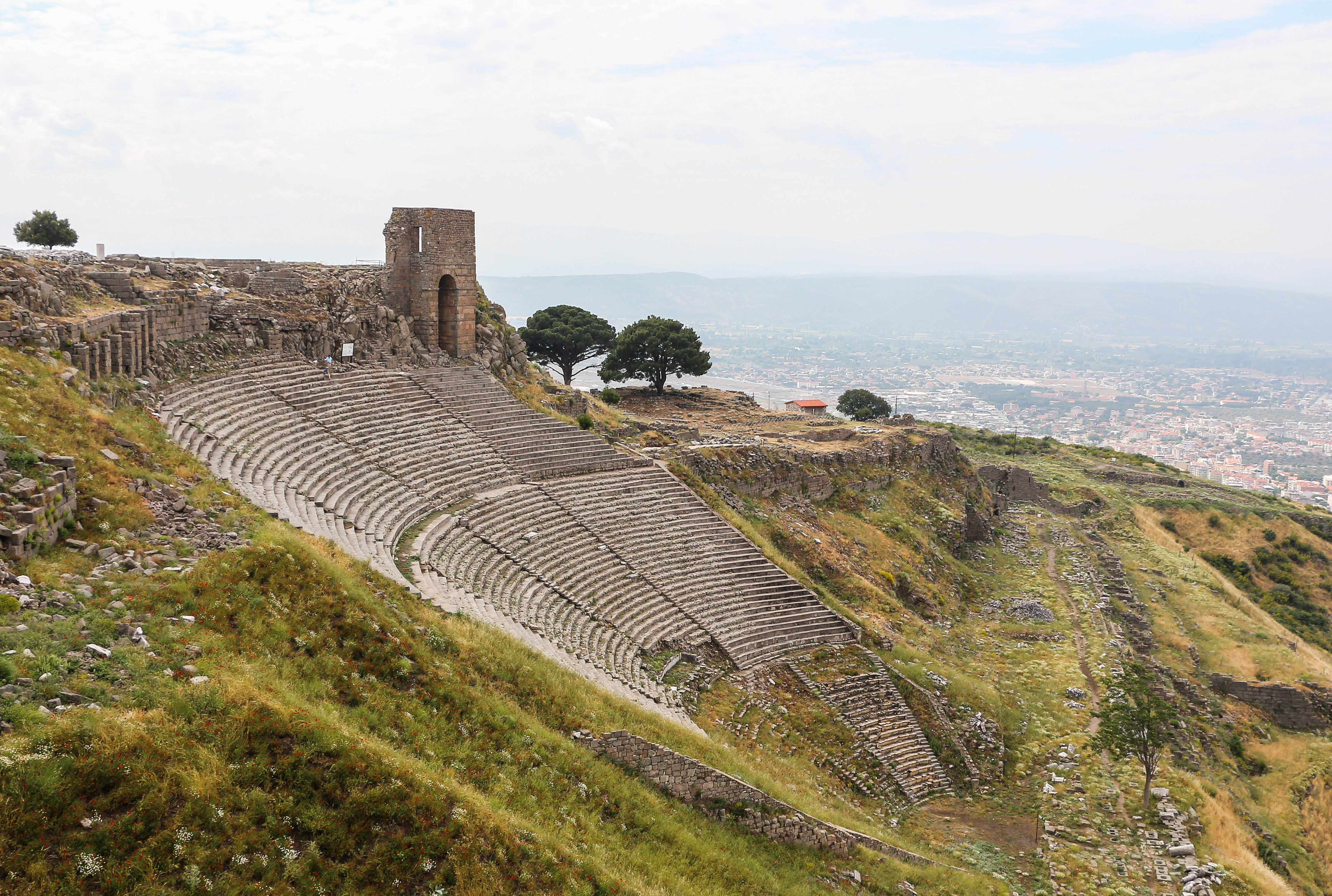
Teatre de Pèrgam
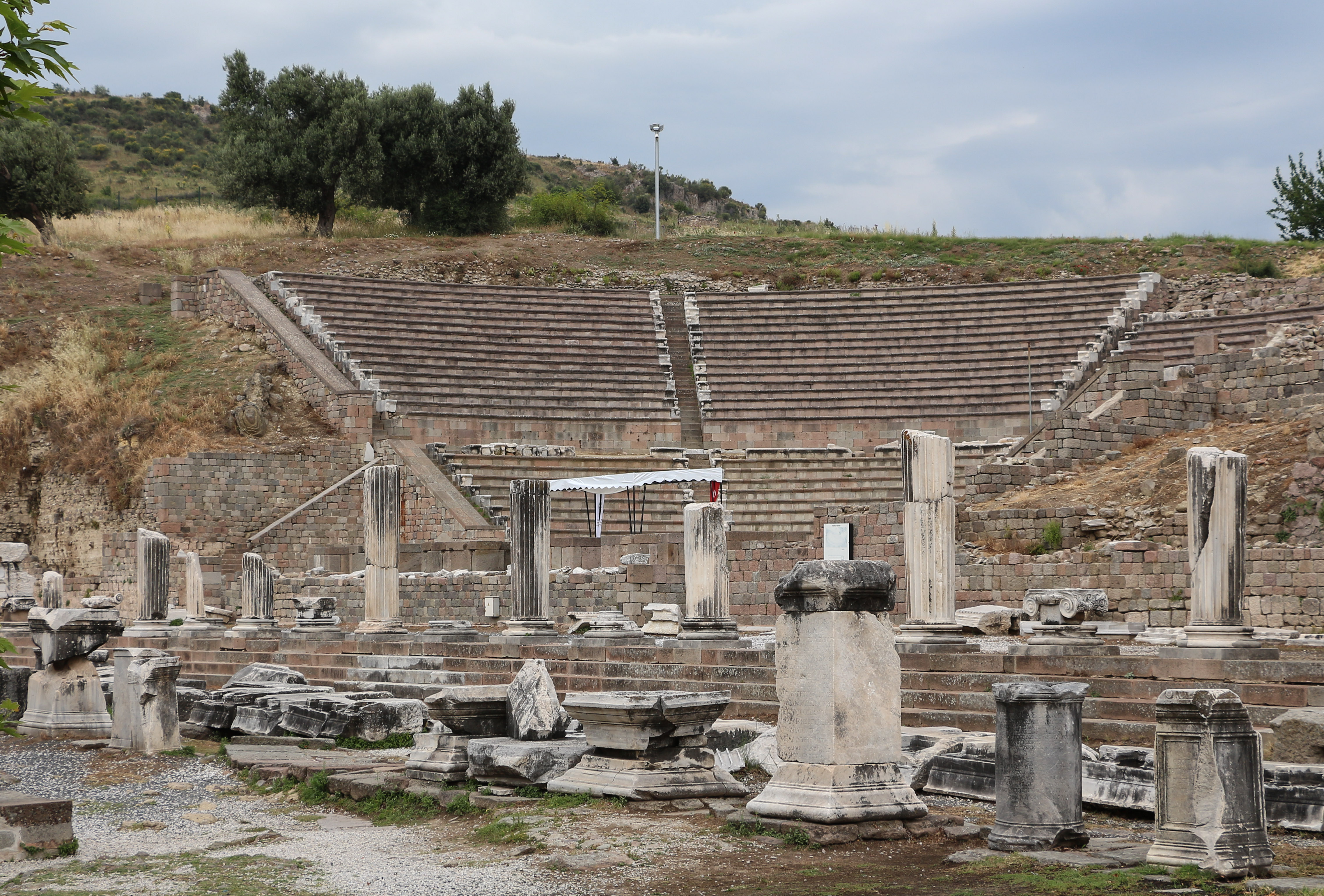
Teatre romà
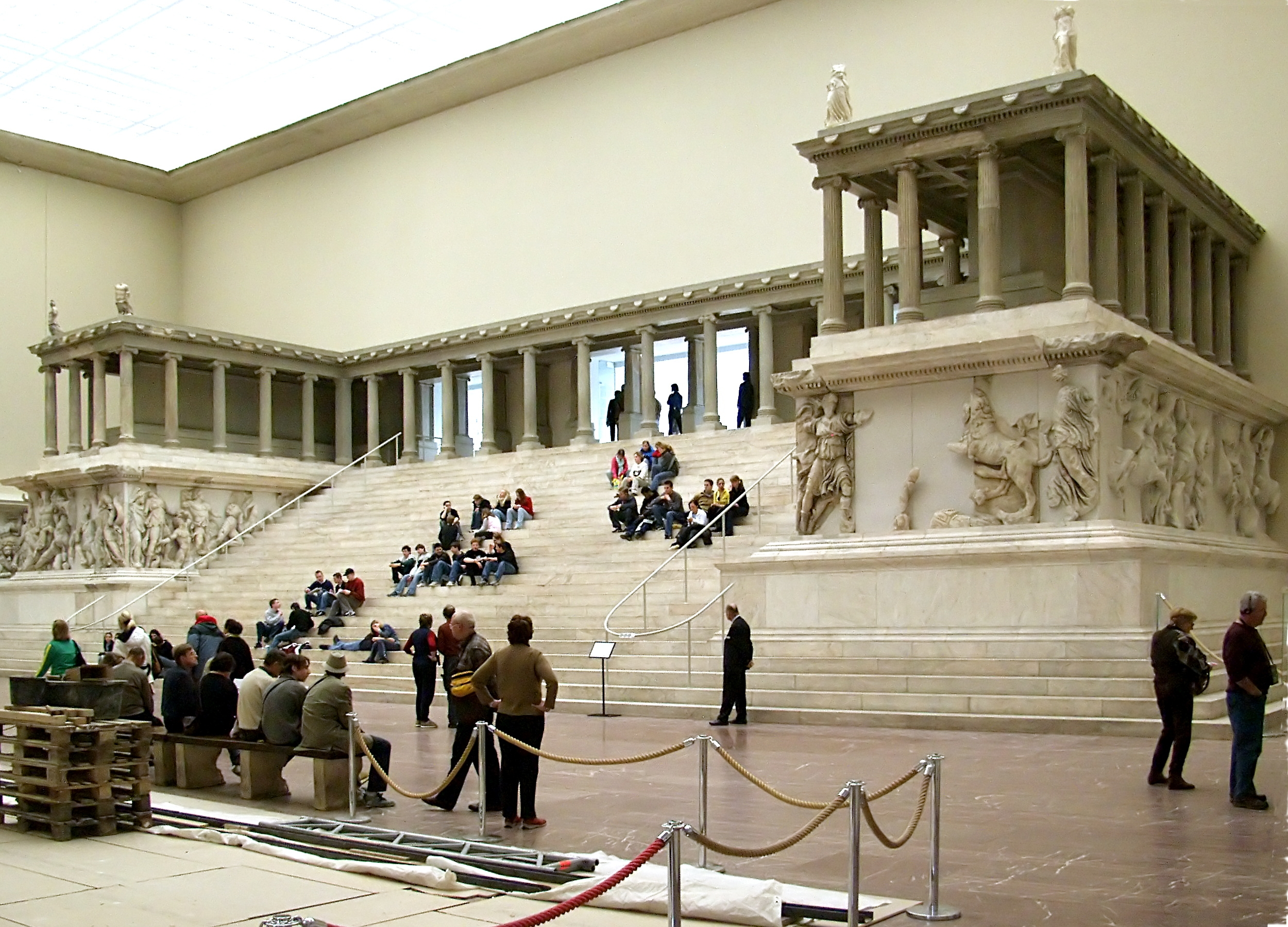
El gran altar de Pèrgam, en exhibició al Museu Pergamon de Berlín, Alemanya
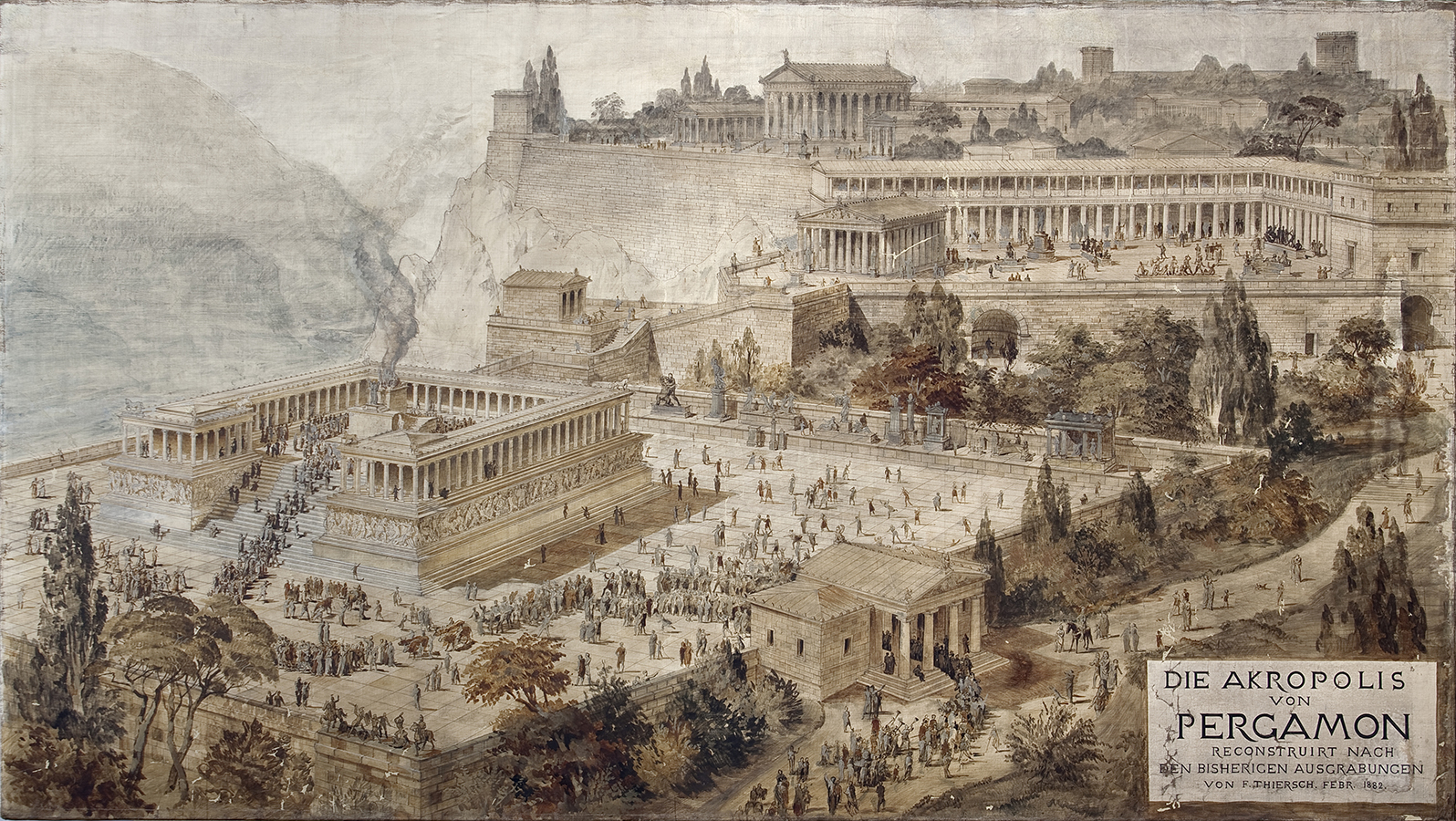
Vista (reconstrucció) de l'Acròpolis de Pèrgam, de Friedrich Thierch (1882)
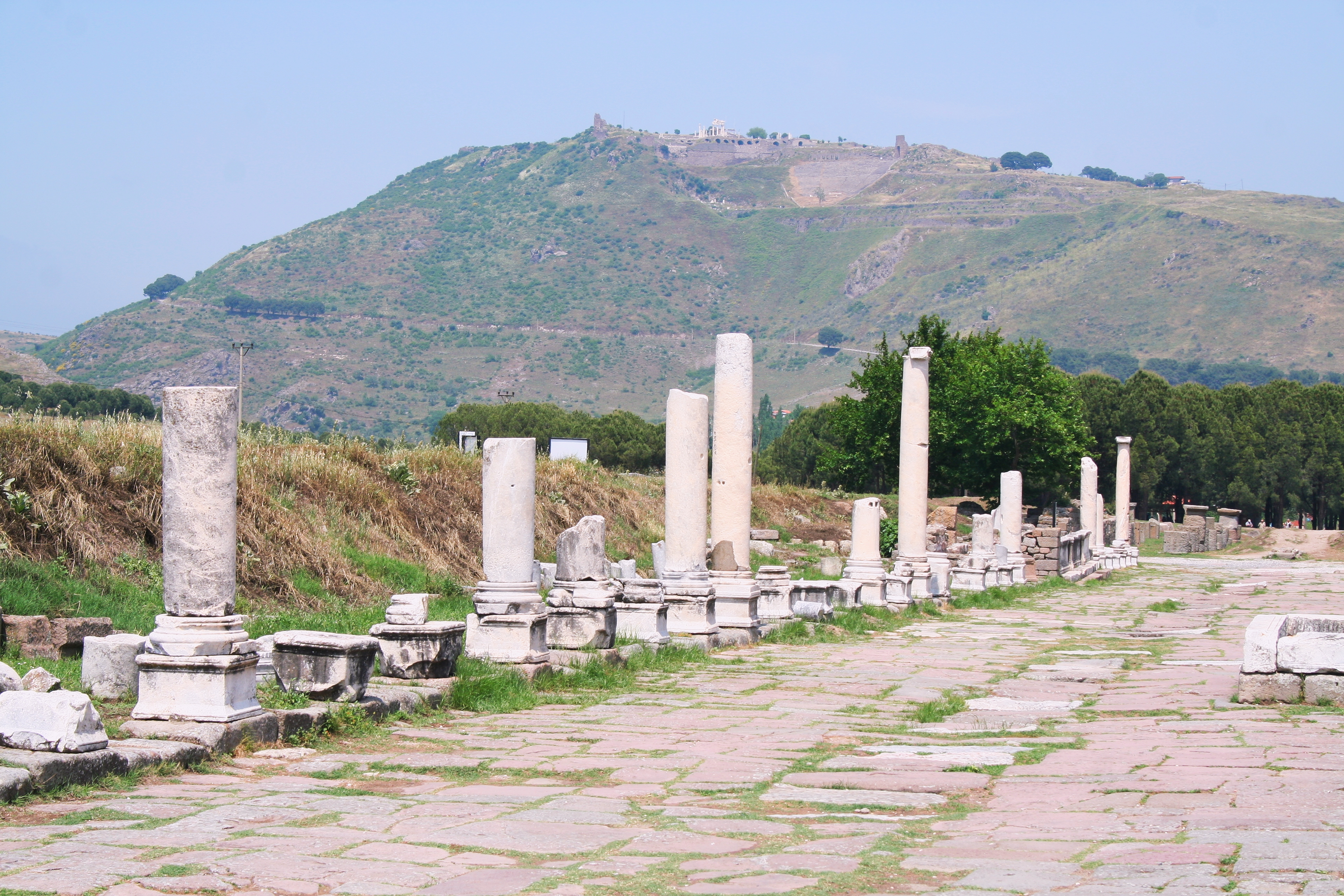
Vista de l'acròpoli del santuari d'Asclepi
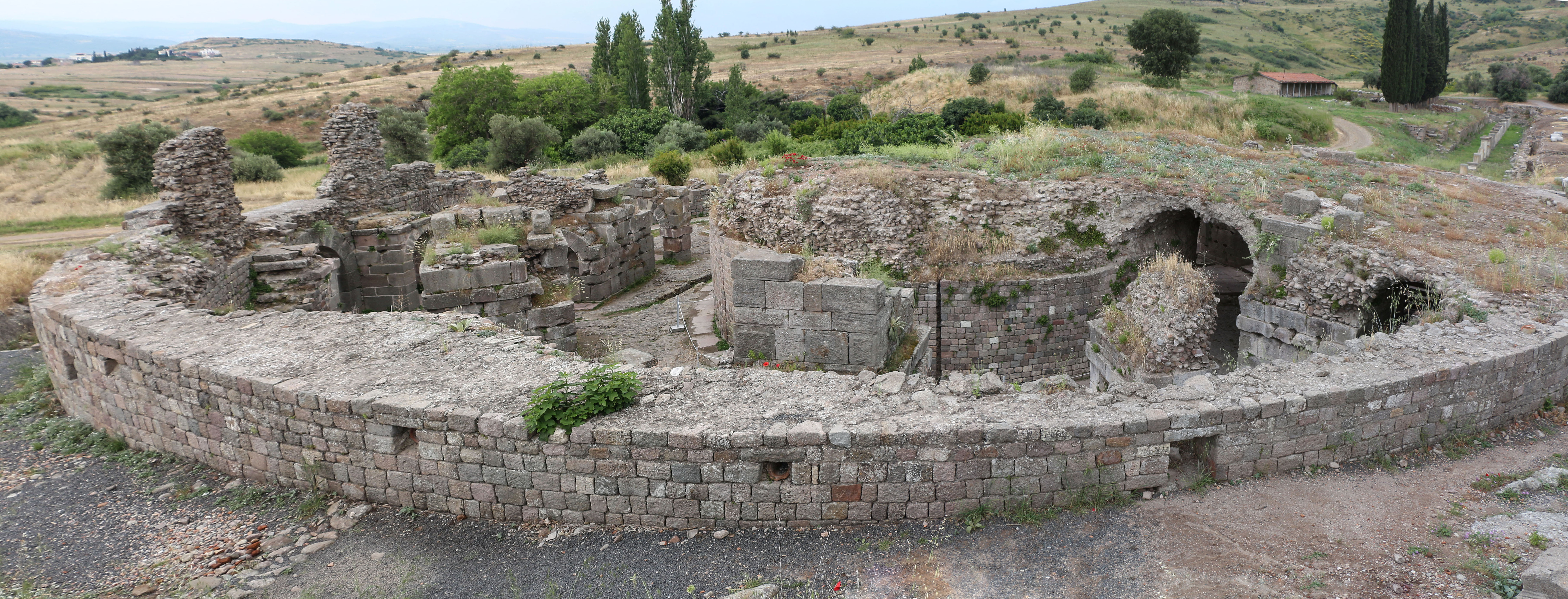
Temple de Telèsfor